# Seznam zmagovalcev Odprtega prvenstva Avstralije - ženske posamično
Seznam zmagovalcev teniškega turnirja Odprto prvenstvo Avstralije med ženskami posamično.

## Zmagovalke po letih
| Leto | Zmagovalka               | Druga                      | Rezultat finala       |
| ---- | ------------------------ | -------------------------- | --------------------- |
| 1922 | Margaret Molesworth      | Esna Boyd Robertson        | 6-3, 10-8             |
| 1923 | Margaret Molesworth      | Esna Boyd Robertson        | 6-1, 7-5              |
| 1924 | Sylvia Lance Harper      | Esna Boyd Robertson        | 6-3, 3-6, 8-6         |
| 1925 | Daphne Akhurst Cozens    | Esna Boyd Robertson        | 1-6, 8-6, 6-4         |
| 1926 | Daphne Akhurst Cozens    | Esna Boyd Robertson        | 6-1, 6-3              |
| 1927 | Esna Boyd Robertson      | Sylvia Lance Harper        | 5-7, 6-1, 6-2         |
| 1928 | Daphne Akhurst Cozens    | Esna Boyd Robertson        | 7-5, 6-2              |
| 1929 | Daphne Akhurst Cozens    | Louise Bickerton           | 6-1, 5-7, 6-2         |
| 1930 | Daphne Akhurst Cozens    | Sylvia Lance Harper        | 10-8, 2-6, 7-5        |
| 1931 | Coral McInnes Buttsworth | Marjorie Cox Crawford      | 1-6, 6-3, 6-4         |
| 1932 | Coral McInnes Buttsworth | Kathrine Le Mesurier       | 9-7, 6-4              |
| 1933 | Joan Hartigan Bathurst   | Coral McInnes Buttsworth   | 6-4, 6-3              |
| 1934 | Joan Hartigan Bathurst   | Margaret Molesworth        | 6-1, 6-4              |
| 1935 | Dorothy Round Little     | Nancy Lyle                 | 1-6, 6-1, 6-3         |
| 1936 | Joan Hartigan Bathurst   | Nancye Wynne Bolton        | 6-4, 6-4              |
| 1937 | Nancye Wynne Bolton      | Emily Hood Westacott       | 6-3, 5-7, 6-4         |
| 1938 | Dorothy Bundy Cheney     | Dorothy Stevenson          | 6-3, 6-2              |
| 1939 | Emily Hood Westacott     | Nell Hall Hopman           | 6-1, 6-2              |
| 1940 | Nancye Wynne Bolton      | Thelma Coyne Long          | 5-7, 6-4, 6-0         |
| 1941 | druga svetovna vojna     | druga svetovna vojna       | druga svetovna vojna  |
| 1942 | druga svetovna vojna     | druga svetovna vojna       | druga svetovna vojna  |
| 1943 | druga svetovna vojna     | druga svetovna vojna       | druga svetovna vojna  |
| 1944 | druga svetovna vojna     | druga svetovna vojna       | druga svetovna vojna  |
| 1945 | druga svetovna vojna     | druga svetovna vojna       | druga svetovna vojna  |
| 1946 | Nancye Wynne Bolton      | Joyce Fitch                | 6-4, 6-4              |
| 1947 | Nancye Wynne Bolton      | Nell Hall Hopman           | 6-3, 6-2              |
| 1948 | Nancye Wynne Bolton      | Marie Toomey               | 6-3, 6-1              |
| 1949 | Doris Hart               | Nancye Wynne Bolton        | 6-3, 6-4              |
| 1950 | Louise Brough Clapp      | Doris Hart                 | 6-4, 3-6, 6-4         |
| 1951 | Nancye Wynne Bolton      | Thelma Coyne Long          | 6-1, 7-5              |
| 1952 | Thelma Coyne Long        | Helen Angwin               | 6-2, 6-3              |
| 1953 | Maureen Connolly Brinker | Julie Sampson              | 6-3, 6-2              |
| 1954 | Thelma Coyne Long        | Jenny Staley               | 6-3, 6-4              |
| 1955 | Beryl Penrose            | Thelma Coyne Long          | 6-4, 6-3              |
| 1956 | Mary Carter Reitano      | Thelma Coyne Long          | 3-6, 6-2, 9-7         |
| 1957 | Shirley Fry Irvin        | Althea Gibson              | 6-3, 6-4              |
| 1958 | Angela Mortimer Barrett  | Lorraine Coghlan Robinson  | 6-3, 6-4              |
| 1959 | Mary Carter Reitano      | Renee Schuurman Haygarth   | 6-2, 6-3              |
| 1960 | Margaret Smith Court     | Jan Lehane O'Neill         | 7-5, 6-2              |
| 1961 | Margaret Smith Court     | Jan Lehane O'Neill         | 6-1, 6-4              |
| 1962 | Margaret Smith Court     | Jan Lehane O'Neill         | 6-0, 6-2              |
| 1963 | Margaret Smith Court     | Jan Lehane O'Neill         | 6-2, 6-2              |
| 1964 | Margaret Smith Court     | Lesley Turner Bowrey       | 6-3, 6-2              |
| 1965 | Margaret Smith Court     | Maria Bueno                | 5-7, 6-4, 5-2 predaja |
| 1966 | Margaret Smith Court     | Nancy Richey Gunter        | b.b.                  |
| 1967 | Nancy Richey Gunter      | Lesley Turner Bowrey       | 6-1, 6-4              |
| 1968 | Billie Jean King         | Margaret Smith Court       | 6-1, 6-2              |
| 1969 | Margaret Smith Court     | Billie Jean King           | 6-4, 6-1              |
| 1970 | Margaret Smith Court     | Kerry Melville Reid        | 6-1, 6-3              |
| 1971 | Margaret Smith Court     | Evonne Goolagong Cawley    | 2-6, 7-6, 7-5         |
| 1972 | Virginia Wade            | Evonne Goolagong Cawley    | 6-4, 6-4              |
| 1973 | Margaret Smith Court     | Evonne Goolagong Cawley    | 6-4, 7-5              |
| 1974 | Evonne Goolagong Cawley  | Chris Evert                | 7-6, 4-6, 6-0         |
| 1975 | Evonne Goolagong Cawley  | Martina Navrátilová        | 6-3, 6-2              |
| 1976 | Evonne Goolagong Cawley  | Renáta Tomanová            | 6-2, 6-2              |
| 1977 | Kerry Melville Reid      | Dianne Fromholtz Balestrat | 7-5, 6-2 (Januar)     |
| 1977 | Evonne Goolagong Cawley  | Helen Gourlay Cawley       | 6-3, 6-0 (December)   |
| 1978 | Christine O'Neil         | Betsy Nagelsen             | 6-3, 7-6              |
| 1979 | Barbara Jordan           | Sharon Walsh               | 6-3, 6-3              |
| 1980 | Hana Mandlíková          | Wendy Turnbull             | 6-0, 7-5              |
| 1981 | Martina Navrátilová      | Chris Evert                | 6-7, 6-4, 7-5         |
| 1982 | Chris Evert              | Martina Navrátilová        | 6-3, 2-6, 6-3         |
| 1983 | Martina Navrátilová      | Kathy Jordan               | 6-2, 7-6              |
| 1984 | Chris Evert              | Helena Suková              | 6-7, 6-1, 6-3         |
| 1985 | Martina Navrátilová      | Chris Evert                | 6-2, 4-6, 6-2         |
| 1986 | sprememba termina        | sprememba termina          | sprememba termina     |
| 1987 | Hana Mandlíková          | Martina Navrátilová        | 7-5, 7-6(1)           |
| 1988 | Steffi Graf              | Chris Evert                | 6-1, 7-6(3)           |
| 1989 | Steffi Graf              | Helena Suková              | 6-4, 6-4              |
| 1990 | Steffi Graf              | Mary Joe Fernández         | 6-3, 6-4              |
| 1991 | Monika Seleš             | Jana Novotná               | 5-7, 6-3, 6-1         |
| 1992 | Monika Seleš             | Mary Joe Fernández         | 6-2, 6-3              |
| 1993 | Monika Seleš             | Steffi Graf                | 4-6, 6-3, 6-2         |
| 1994 | Steffi Graf              | Arantxa Sánchez Vicario    | 6-0, 6-2              |
| 1995 | Mary Pierce              | Arantxa Sánchez Vicario    | 6-3, 6-2              |
| 1996 | Monika Seleš             | Anke Huber                 | 6-4, 6-1              |
| 1997 | Martina Hingis           | Mary Pierce                | 6-2, 6-2              |
| 1998 | Martina Hingis           | Conchita Martínez          | 6-3, 6-3              |
| 1999 | Martina Hingis           | Amélie Mauresmo            | 6-2, 6-3              |
| 2000 | Lindsay Davenport        | Martina Hingis             | 6-1, 7-5              |
| 2001 | Jennifer Capriati        | Martina Hingis             | 6-4, 6-3              |
| 2002 | Jennifer Capriati        | Martina Hingis             | 4-6, 7-6(7), 6-2      |
| 2003 | Serena Williams          | Venus Williams             | 7-6(4), 3-6, 6-4      |
| 2004 | Justine Henin-Hardenne   | Kim Clijsters              | 6-3, 4-6, 6-3         |
| 2005 | Serena Williams          | Lindsay Davenport          | 2-6, 6-3, 6-0         |
| 2006 | Amélie Mauresmo          | Justine Henin-Hardenne     | 6-1, 2-0 predaja      |
| 2007 | Serena Williams          | Marija Šarapova            | 6-1, 6-2              |
| 2008 | Marija Šarapova          | Ana Ivanović               | 7–5, 6–3              |
| 2009 | Serena Williams          | Dinara Safina              | 6–0, 6–3              |
| 2010 | Serena Williams          | Justine Henin              | 6–4, 3–6, 6–2         |
| 2011 | Kim Clijsters            | Li Na                      | 3–6, 6–3, 6–3         |
| 2012 | Viktorija Azarenka       | Marija Šarapova            | 6–3, 6–0              |
| 2013 | Viktorija Azarenka       | Li Na                      | 4–6, 6–4, 6–3         |
| 2014 | Li Na                    | Dominika Cibulková         | 7–6(7–3), 6–0         |
| 2015 | Serena Williams          | Marija Šarapova            | 6–3, 7–6(7–5)         |
| 2016 | Angelique Kerber         | Serena Williams            | 6–4, 3–6, 6–4         |
| 2017 | Serena Williams          | Venus Williams             | 6–4, 6–4              |
| 2018 | Caroline Wozniacki       | Simona Halep               | 7–6(7–2), 3–6, 6–4    |
| 2019 | Naomi Osaka              | Petra Kvitová              | 7–6(7–2), 5–7, 6–4    |
| 2020 | Sofia Kenin              | Garbiñe Muguruza           | 4–6, 6–2, 6–2         |
| 2021 | Naomi Osaka              | Jennifer Brady             | 6–4, 6–3              |
| 2022 | Ashleigh Barty           | Danielle Collins           | 6–3, 7–6(7–2)         |
| 2023 | Arina Sabalenka          | Jelena Ribakina            | 4–6, 6–3, 6–4         |
| 2024 | Arina Sabalenka          | Činven Dženg               | 6–3, 6–2              |
| 2025 | Madison Keys             | Arina Sabalenka            | 6–3, 2–6, 7–5         |